# Martin Dahlin
Martin Nathaniel Dahlin (Uddevalla, Suecia, 16 de abril de 1968) es un exfutbolista sueco. Formó parte de la selección de fútbol de Suecia que logró el tercer lugar en la Copa Mundial de Fútbol de 1994. 

## Biografía
Nació en Uddevalla. Su padre es un músico afrovenezolano, mientras que su madre es una psicóloga sueca. Ambos decidieron ponerle el nombre de Martin en referencia a Martin Luther King. Años después, los padres de Dahlin se separaron. El padre volvió a Venezuela y la madre se mudó junto a su hijo a la ciudad sueca de Lund.
En 1987, cuando tenía 19 años, Dahlin fue contratado por el club Malmö FF. Posteriormente fue jugador de los clubes Borussia Mönchengladbach, AS Roma, Blackburn Rovers y Hamburgo SV. Con Borussia Mönchengladbach, Dahlin ganó la Copa de Alemania de 1995.
En 1988, fue integrante de la selección sueca de fútbol que participó en los Juegos Olímpicos de 1988. En 1992, llegó a semifinales de la Eurocopa de 1992, junto al equipo sueco. 
Jugó con el equipo nacional sueco en la Copa Mundial celebrada en Estados Unidos 1994. Dahlin fue fundamental para la escuadra escandinava, anotó 4 goles en la justa mundialista: uno a Camerún en el empate 1-1, doblete a Rusia en la victoria sueca por 3-1 y otro en la victoria 3-1 frente a Arabia Saudita en octavos de final. 
Se retiró en 1999 a los 31 años, jugando para el Hamburgo SV alemán. Dahlin habla sueco, inglés y alemán. 

## Estadística en clubes
| Club                     | País       | Año         | Partidos | Goles |
| Malmö FF                 | Suecia     | 1987 - 1991 | 87       | 45    |
| Borussia Mönchengladbach | Alemania   | 1991 - 1996 | 106      | 50    |
| AS Roma                  | Italia     | 1996        | 3        | 0     |
| Borussia Mönchengladbach | Alemania   | 1996 - 1997 | 19       | 10    |
| Blackburn Rovers         | Inglaterra | 1997 - 1998 | 27       | 4     |
| Hamburgo SV              | Alemania   | 1998 - 1999 | 8        | 0     |

## Reconocimientos
En 1993, obtuvo el Guldbollen como mejor jugador de fútbol nacido en Suecia. En 1994 recibió, junto al equipo nacional sueco, el Svenska Dagbladets guldmedalj, una medalla de oro entregada por el diario Svenska Dagbladet al mejor logro deportivo del año.